# Hackett (Arkansas)
Hackett è una città degli Stati Uniti d'America situata nello Stato dell'Arkansas, nella Contea di Sebastian.